# Taenaris sticheli
Taenaris sticheli är en fjärilsart som beskrevs av Hans Fruhstorfer 1901. Taenaris sticheli ingår i släktet Taenaris och familjen praktfjärilar. Inga underarter finns listade i Catalogue of Life.